# آندینا (آمبوسیترا)
آندینا (انگلیسی: Andina, Ambositra) یک شهرک در ماداگاسکار است.